# 希隆斯克地區佩卡雷
希隆斯克地區佩卡雷（波蘭語：Piekary Śląskie，[pʲɛˈkarɨ ˈɕlɔ̃skʲɛ]）是波蘭西里西亞省的城市，位於該國南部西里西亚高地，布雷尼察河河畔，在波兰最大的都市圈上西里西亚都市圈北侧，人口約5.2萬。
原属卡托维兹省，1999年省分整併後划归西里西亚省管辖。其名字中的“希隆斯克地区”即波兰语中的西里西亚地区。

## 历史
希隆斯克地区佩卡雷是上西里西亚地区的宗教中心，同时也是矿业城市，15世纪时由于锌矿及铅矿的采矿业而从村庄发展起来。18世纪后佩卡雷由于被德国统治，逐渐被德意志化，其反动则为佩卡雷19世纪成为了西里西亚起义的中心之一，当地波兰民族主义高涨，1922年被魏玛共和国割让给新成立的波兰第二共和国。

## 人口
2008年人口59061人，2013年人口57917人，2019年人口55088人，2021年人口54226人。

## 行政區劃
希隆斯克地區佩卡雷分為以下7個次分區。

## 外部連結
- Piekary, Silesia （页面存档备份，存于）
- Jewish Community in Piekary Śląskie （页面存档备份，存于） on Virtual Shtetl